# Alexander Wassilko von Serecki (agente segreto)
Il Conte Alexander Wassilko von Serecki (Castello di Berhometh, 2 febbraio 1871 – Bârlad, 21 luglio 1920) è stato un militare e agente segreto austriaco rumeno.

## Biografia

### La famiglia d'origine

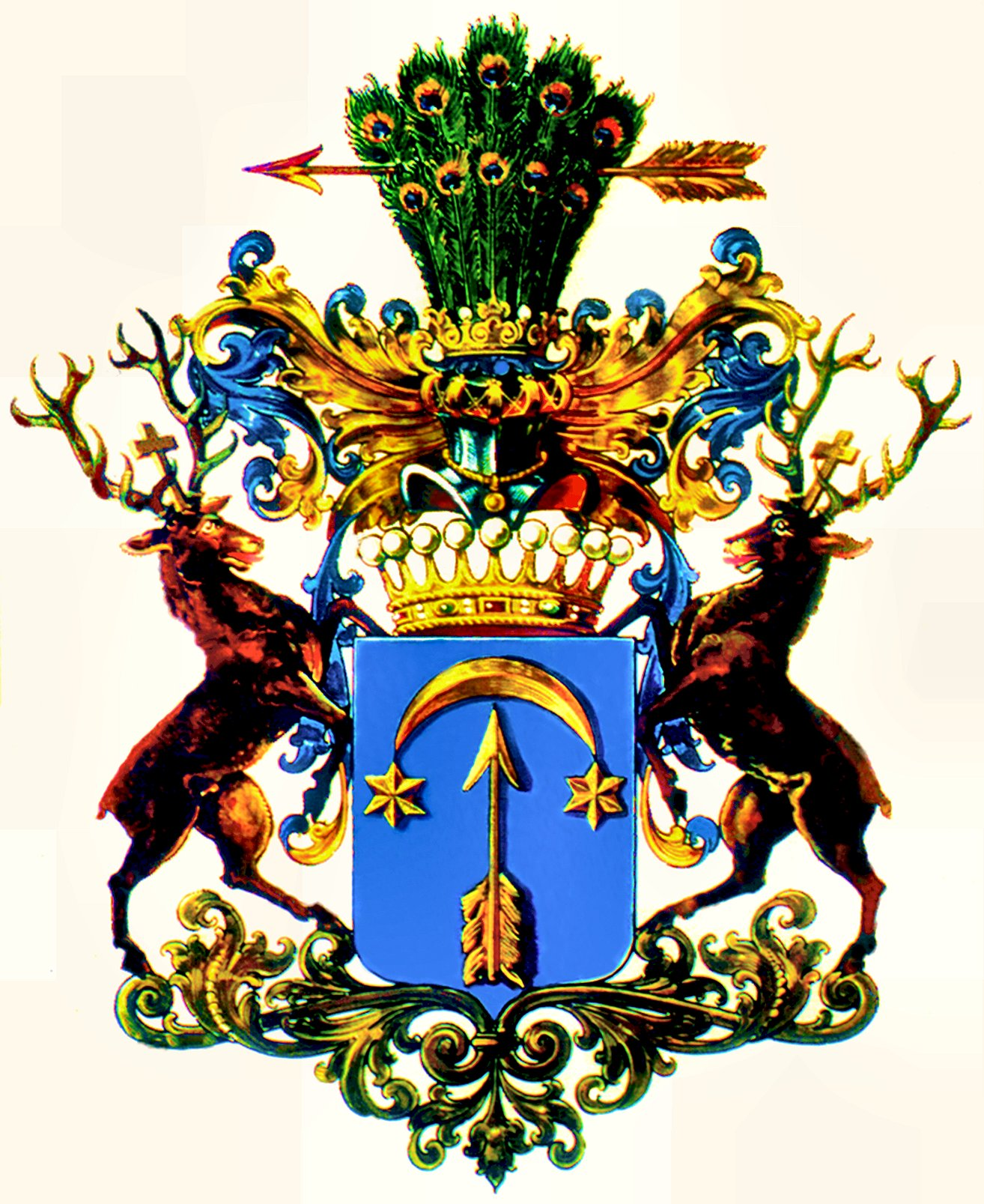
Stemma dei conti Wassilko von Serecki

Alessandro era il terzo figlio del barone Alexander Wassilko von Serecki (1827-1893), governatore del Ducato di Bucovina, che allora faceva parte dell'impero austro-ungarico e membro ereditario di Camera dei signori d'Austria. Sua madre era Katharina von Flondor (1843-1920), figlia del castellano di Hliniţa, Jordaki von Flondor. Entrambi i genitori appartenevano a una delle più antiche famiglie dei boiardi del Principato di Moldavia. I fratelli di Alexander erano: il conte Georg, anche governatore della Bucovina, e membro ereditario di Camera dei signori d'Austria, Stephan, alto funzionario del ministero degli interni, e Viktor, l'ultimogenito, un alto membro del clero romeno ortodosso.

### I primi anni
Wassilko von Serecki, essendo il figlio cadetto, fu avviato alla carriera militare e conseguì il diploma di ufficiale presso l'Accademia Militare Teresiana di Wiener Neustadt, una delle più prestigiose d'Europa nel 1890. Dal 18 agosto 1893 fu iscritto quale sottotenente nel K.u.k. Galizisch-Bukowina'schen Dragoner-Regiment Erzhog Albrecht Nr. 9 ad Olmütz. Promosso tenente nel 1897, fece parte del K.u.k. Böhmischen Dragoner-Regiment Fürst von Liechtenstein Nr.10, fino alla caduta della monarchia.

### Il controspionaggio
Nel 1907 fu chiamato a corte e, promosso capitano, divenne ufficiale d'ordinanza dell'arciduca Enrico Ferdinando d'Asburgo-Toscana e nello stesso anno entrò a far parte del servizio anti-spionaggio dell'esercito austro-ungarico e fu coinvolto nell'"affaire Redl", che vide smascherato un ufficiale austro-ungarico, Alfred Redl, quale spia dei russi.
Durante la prima guerra mondiale, l'ufficiale fu in Bucovina e Galizia all'inizio delle ostilità, nello scontro di cavalleria di Jaroslaw presso il San e nell Assedio di Przemyśl contro le forze zariste fra gli anni 1914/1915.
Poi diresse il servizio di controspionaggio in Trentino e fece parte della corte che condannò a morte Cesare Battisti e Fabio Filzi a Castello del Buonconsiglio, sebbene Wassilko von Serecki si fosse espresso per una pena più mite. Nel 1916 fu promosso maggiore e per un certo periodo comandò la sezione spionaggio e controspionaggio del ministero della guerra. Fu congedato dall'esercito con il grado di tenente colonnello nel 1918.

### Famiglia e ultimi anni

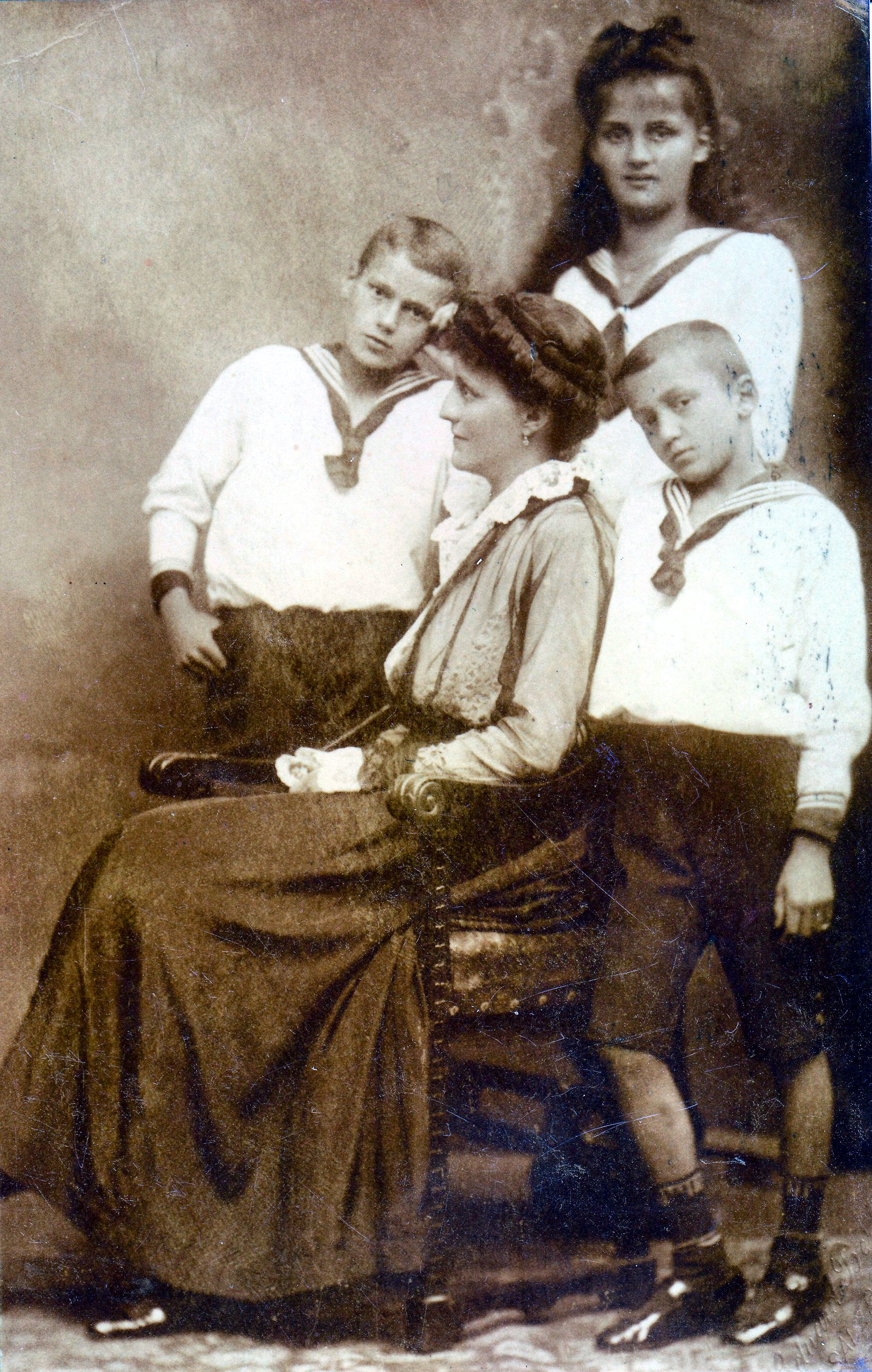
Eva con i bambini nella Residenza di Salisburgo 1917

L'11 ottobre 1899 aveva sposato Eva Anastasia Freiin Putz von Rolsberg (1878-1946), figlia del barone Karl Borromäus Putz von Rolsberg e nipote di barone Wilhelm Lenk von Wolfsberg; ebbero tre figli: Eva Lucretia (1902-1969), che sposò il principe Ludwig zu Sayn-Wittgenstein, Carlo (1905-1989), ingegnere forestale, che sposò Elisabeta Conovici e Georg (1908-1982), Direttore del Dipartimento di Prodexport a Bucarest, poi giornalista per RFE in Germania, che sposò Elvira von Wiese.
Durante la guerra Eva Anastasia abitava nel 1915 con i bambini nella residenza di Salisburgo in tratto Toscana, che appartenevano a l'Arciduca.
Quale gentiluomo di camera, seguì Carlo I d'Austria in esilio per un certo periodo e, in riconoscimento alla sua fedeltà e per il personale rapporto che lo legava alla famiglia imperiale, ricevette il 29 agosto 1918 il titolo di conte. Per qualche tempo fu colonnello di un reggimento di ussari dell'esercito rumeno ed è stato insignito dell'Ordine regale della Corona di Romania nel 1919. La sua carriera si interruppe con la morte all'età di 49 anni.